# Antoinette Brown Blackwell
Antoinette Louisa Brown Blackwell, född Brown den 20 maj 1825 i Henrietta i Monroe County, New York, död 5 november 1921 i Elizabeth, New Jersey, var en amerikansk präst. Hon var svägerska till Elizabeth Blackwell.
Blackwell studerade teologi vid Oberlin Theological Seminary, Ohio och började som predikant 1848. Hon ordinerades till präst vid en kongregationalistisk församling i staten New York 1853 och blev senare predikant vid ett unitariskt samfund i New Jersey. Hon verkade där för nykterhet, kvinnosaken och slavarnas frigörelse.
Blackwell var den första kvinnan som blivit ordinerad präst.